# Sixx:A.M.
A Sixx:A.M. egy amerikai hard rock együttes. Nikki Sixx basszusgitáros, Dj Ashba gitáros és James Michael gitáros, énekes alkotja az együttest. Az együttes nevét a tagok vezetékneveiből állították össze (Sixx, Ashba, Michael).
2007-ben adták első The Heroin Diaries című albumukat, amellyel együtt Nikki Sixxnek ugyanilyen című könyve jelent meg. A második albumuk 2011-ben This Is Gonna Hurt címmel jelent meg. Ezt az albumot is követte Nikki Sixx azonos című könyve.

## The Heroin Diaries Soundtrack (2007)
1. X-Mas in Hell
2. Van Nuys
3. Life is Beautiful
4. Pray for Me
5. Tomorrow
6. Accidents Can Happen
7. Intermission
8. Dead Mans Ballet
9. Heart Failure
10. Girl With Golden Eyes
11. Courtesy Call
12. Permission
13. Life After Death

## This Is Gonna Hurt (2011)
1. This is Gonna Hurt
2. Lies of the Beautiful People
3. Are You with Me Now?
4. Live Forever
5. Sure Feels Right
6. Deadlihood
7. Smile
8. Help is on the Way
9. Oh My God
10. Goodbye My Friends
11. Skin
12. Codependence (Japanese Bonus Track)

## Modern Vintage (2014)
1. Stars
2. Gotta Get It Right
3. Relief
4. Get Ya Some
5. Let's Go
6. Drive
7. Give Me a Love
8. Hyperventilate
9. High on the Music
10. Miracle
11. Before It's Over
12. Before It's Over (Piano Ballad)
13. Stars (Cinematic)
14. Gotta Get It Right (Acoustic)
15. Let It Haunt You (So Beautiful)

## Prayers For The Damned (2016)
1. Rise
2. You Have Come To The Right Place
3. I'm Sick
4. Prayers For The Damned
5. Better Man
6. Can't Stop
7. When We Were Gods
8. Belly Of The Beast
9. Everything Went To Hell
10. The Last Time (My Heart Will Hit The Ground)
11. Rise of The Melancholy Empire